# Patrick Simmons

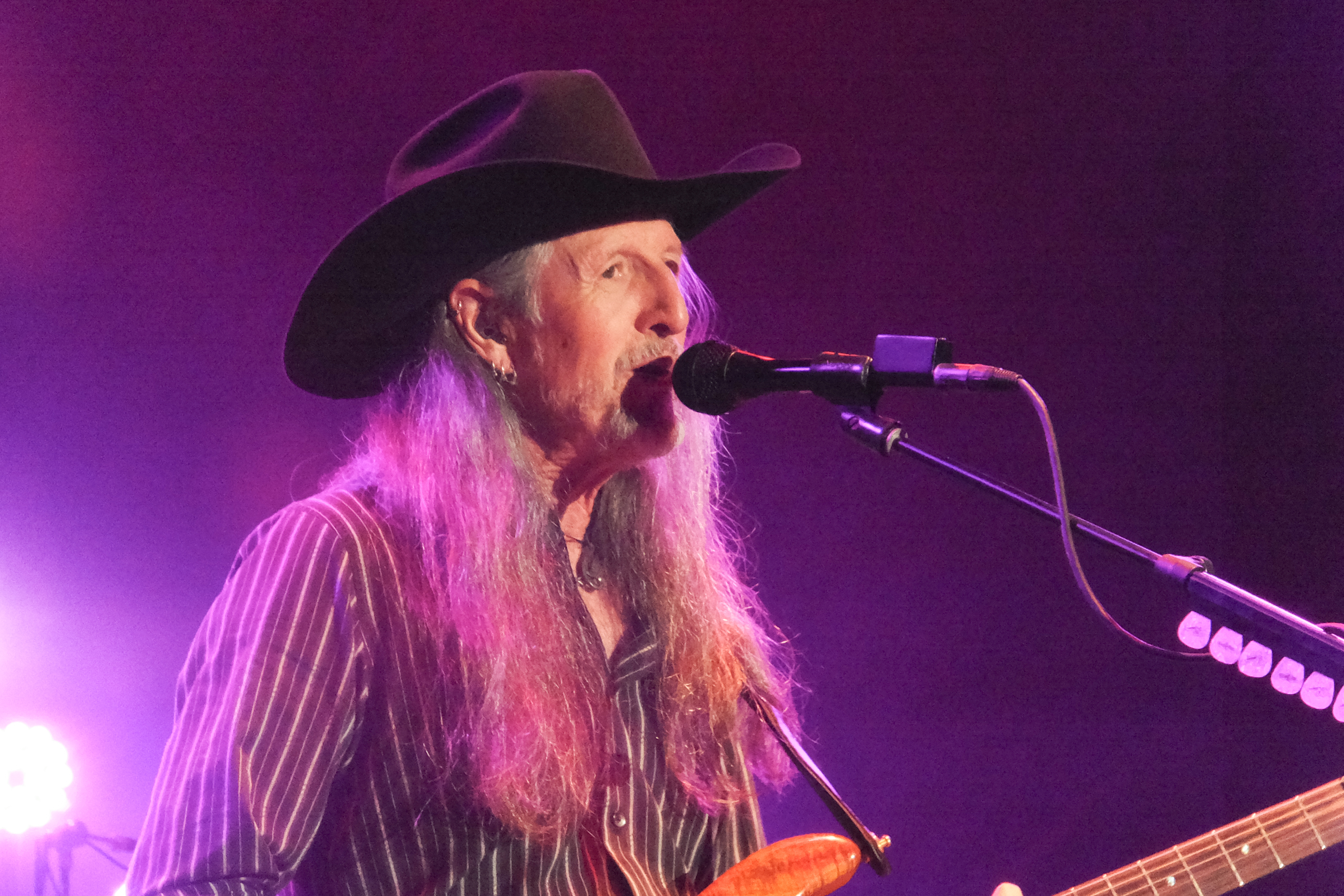
Patrick Simmons in concert met de Doobie Brothers (2013)

Patrick Simmons (19 oktober 1948, Aberdeen, Washington) is een Amerikaans muzikant; hij is zanger, gitarist en het enige vaste bandlid van The Doobie Brothers in alle bezettingswisselingen.

## Biografie
Simmons, zoon van een leraar, groeide op in San Jose, Californië en ging er naar de staatsuniversiteit. Nadat hij in verschillende bands had gespeeld sloot Simmons zich eind jaren 60 bij de Doobie Brothers (toen nog Spud geheten); hij deelde de zang met Tom Johnston en schreef nummers als South City Midnight Lady, Dependin' On You, Echoes of Love, and Black Water dat in 1974 de eerste #1-hit van de band werd.
Vanaf 1975 veranderden de bezetting en de koers nadat Michael McDonald was aangesteld als plaatsvervanger van de zieke Johnston. Zeven jaar later kondigde Simmons als laatste originele Doobie zijn vertrek aan; de band ging op afscheidstournee waarvan het laatste concert live te zien was op televisie.
Simmons bracht in 1983 zijn eerste solo-album uit; Arcade bevatte gastbijdragen van McDonald en Johnston en bracht de top 30-hit So Wrong voort. In de dance-charts kwam het tot een achtste plaats. In Nederland bleef de single in de tipparade van Nederlandse Top 40 hangen en haalde een week notering op plaats 49 in de Nationale Hitparade (een top 50). Simmons vormde de band Skin Suit en was te gast bij Border Patrol waarmee Johnston in het midden van de jaren 80 optrad; plannen voor een gezamenlijk album met Johnston werden in een vroeg stadium afgeblazen.
In 1987 kwamen de Doobies weer bijeen voor benefietconcerten voor de Vietnamveteranen; daarna maakten ze een doorstart met Simmons, Johnston en derde gitarist John McFee als kernleden. Simmons bracht in 1998 zijn tweede soloalbum uit; Take Me to the Highway.
In 2017 produceerde hij de debuut-ep van zoon Pat jr. die al op jonge leeftijd meeging op tournee als gastmuzikant dan wel als voorprogramma. McFee en Little Feat-toetsenist Bill Payne verleenden eveneens hun medewerking aan het bekroonde This Mountain.
In 2022 verscheen Long Train Running: The Story Of The Doobie Brothers; Simmons schreef dit boek samen met Johnston.

## Persoonlijk leven
Simmons woont sinds 1996 op Hawaï en is een overtuigd motorrijder; hij deelt deze passie met zijn vrouw Cristine die hij in 1989 ontmoette tijdens de Sturgis Motorcycle Rally en met wie hij regelmatig meedoet aan dergelijke evenementen.
- Bibliothèque nationale de France: cb13840057r (data)
- Gemeinsame Normdatei: 134522753
- International Standard Name Identifier: 0000 0000 5545 8378
- Library of Congress Control Number: no98026740
- MusicBrainz: c61a3a94-63ee-4304-890b-407be8634209
- Virtual International Authority File: 7005223
- WorldCat: E39PBJxH4h6Vjhk7KXWcdBCRKd